# Scream Silence

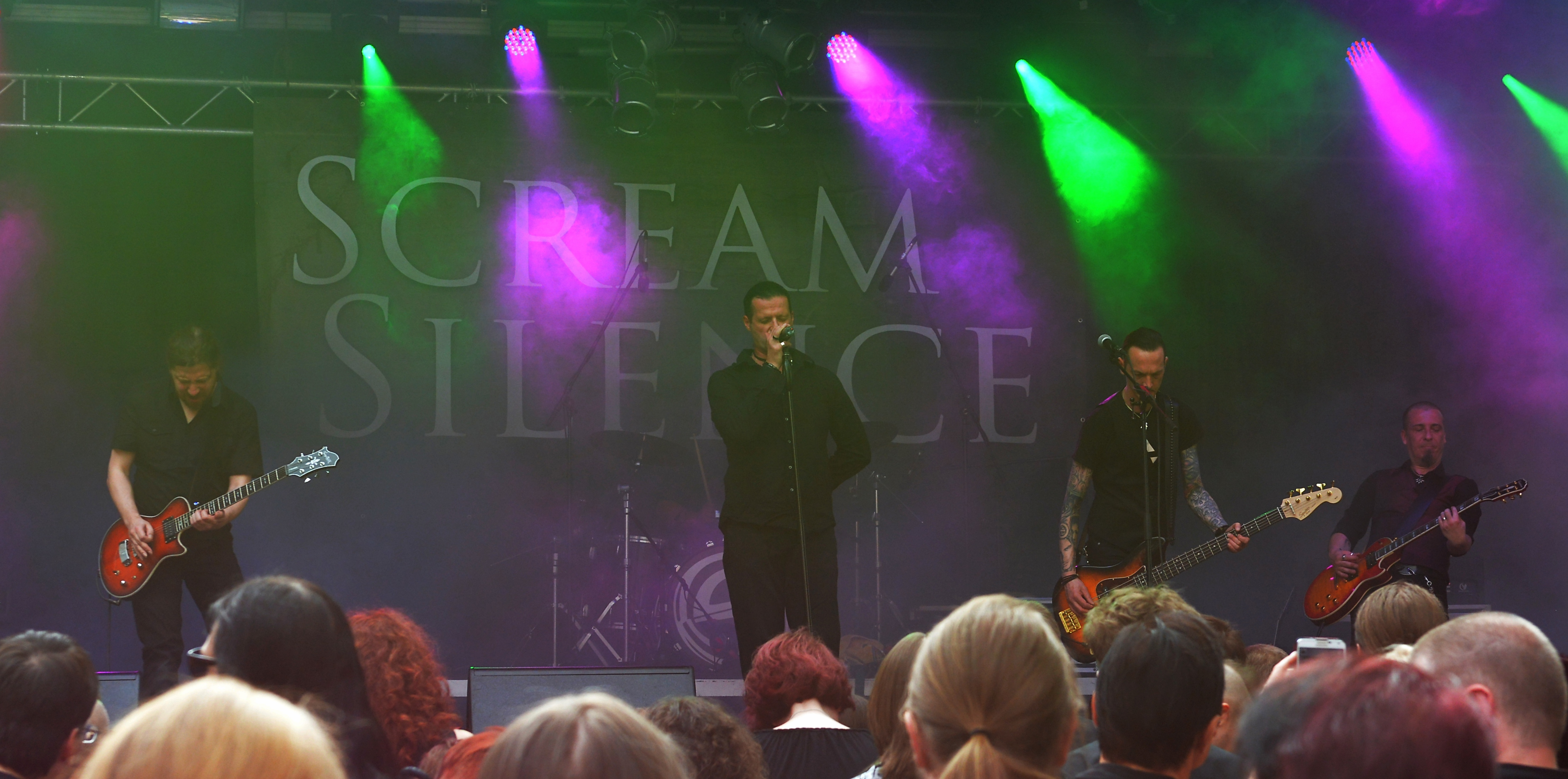
Scream Silence på Castle Rock 2014

Scream Silence är ett tyskt alternativt gothrock-band grundat i Berlin år 1998.

## Medlemmar

### Nuvarande
- Hardy Fieting (Sång)
- Robert Klausch (Gitarr)
- René Gödde (Gitarr)
- Hagen Schneevoigt (Bas)
- Heiko Wolf (Trummor)

### Tidigare medlemmar
- Cornel Otto (Bas)
- Rene Schulze (Bas)
- Joerg Rennewald (Gitarr)

### Gästmusiker
- Yuki Melchert (fiol)
- Anika Skusa (cello)

## Diskografi

### Studioalbum
- To Die For... (Moonstorm Records) - 1999
- The 2nd (Moonstorm Records) - 2001
- Seven Tears (Moonstorm Records) - 2003
- Elegy (Plainsong Records) - 2004
- Saviourine (Plainsong Records) - 2006
- Aphelia (Plainsong Records) - 2007
- Apathology (Plainsong Records) - 2008
- Scream Silence (Out Of Line Music) - 2012
- Heartburnt (Plainsong Records) - 2015

### Singlar
- "The Sparrows and The Nightingales" (Wolfsheim-Cover) (2000)
- "Forgotten Days" (2001)
- "Curious Changes" (2004)
- "Creed" (2005)
- "Dreamer's Court" (2012)
- "Art Remains" (2015)